# Facidina suffumata
Facidina suffumata är en fjärilsart som beskrevs av Achille Guenée 1852. Facidina suffumata ingår i släktet Facidina och familjen nattflyn. Inga underarter finns listade i Catalogue of Life.